# Parc national de Salaïr
Le parc national de Salaïr (en russe : Национальный парк «Салаир») est un parc national russe couvrant 1612 km². Il est situé sur le versant ouest de la crête de Salaïr, qui sépare le kraï de l'Altaï (côté ouest) de l'oblast de Kemerovo (côté est). Les basses montagnes sont couvertes de forêts de conifères, tandis que les environs du parc à l'ouest sont des steppes et des steppes forestières qui ont été principalement converties à l'agriculture . En raison de ses étés chauds et humides, les scientifiques ont qualifié Salaïr de « forêt tropicale de Sibérie », avec une grande biodiversité et des plantes reliques préservées de la période préglaciaire. Le parc a été officiellement créé en 2020  ; il est situé dans le kraï de l'Altaï.

## Topographie
Les Salaïr ressemblent à de douces collines : le point culminant du parc est le mont Kivda avec 621 mètres. Le terrain est marqué par un réseau très dense de ravins et de vallées . La crête de Salair est une extension nord basse des montagnes de l'Altaï.

## Écorégion et climat
La crête de Salaïr forme une extension nord-ouest de l'écorégion des forêts de conifères montagnards de Sayan. Il est étroitement entouré à des altitudes plus basses à l'est et à l'ouest par l'écorégion des forêts hémiboréales de Sibérie occidentale .

Le climat du parc est Climat continental humide, à été chaud (classification climatique de Köppen). Ce climat est caractérisé par de grands écarts de température saisonniers et un été chaud (au moins quatre mois avec une moyenne de plus de 10° C, mais aucun mois dont la moyenne est supérieure à 22° C ,.

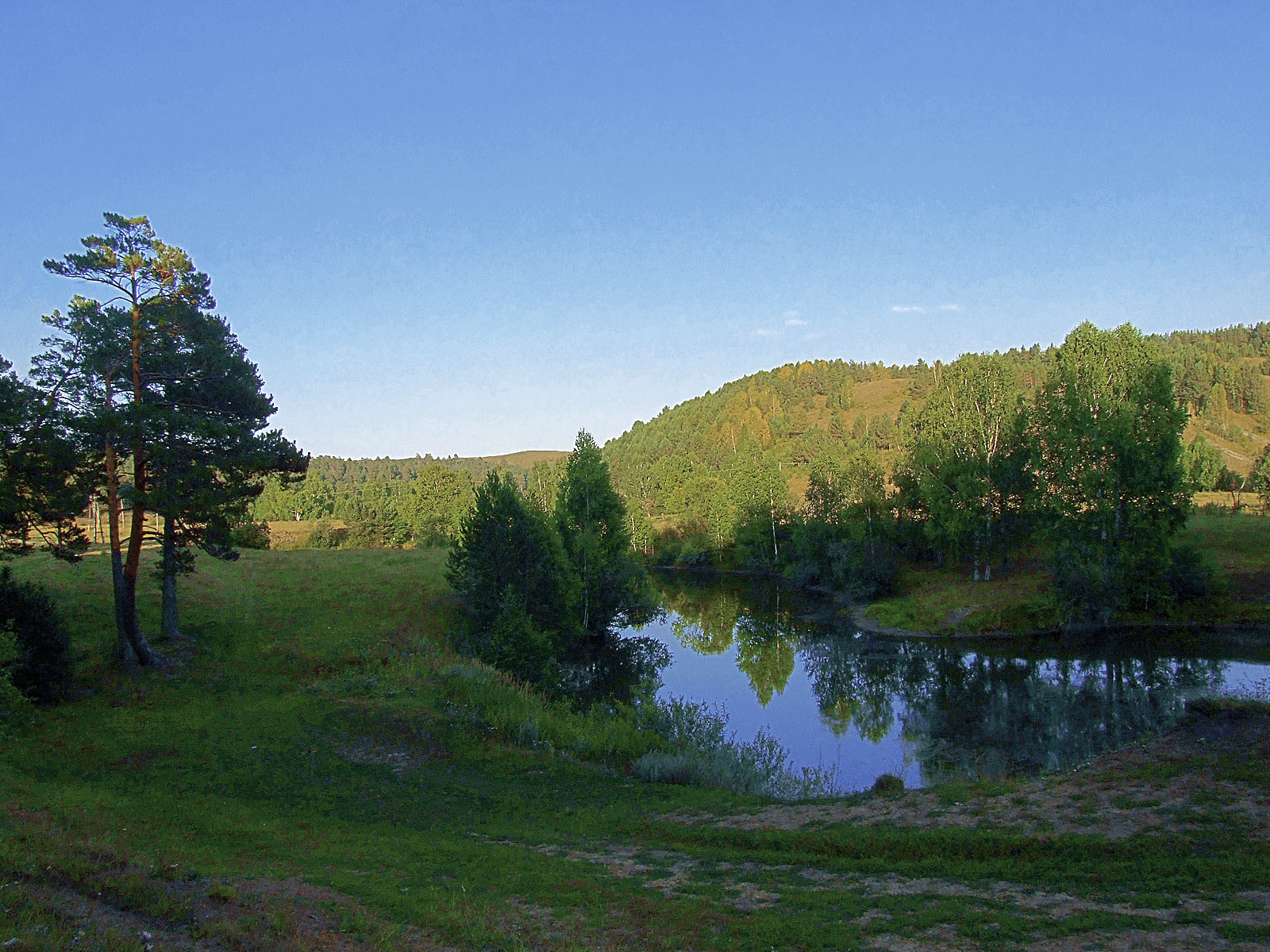
Forêt sur la crête de Salair

Barnaul, Altai Krai

## Plantes et animaux
Le parc est couvert d'une forêt de conifères de « taïga sombre » : peuplements de Pinus sibirica (pin de Sibérie), Picea obovata (épicéa de Sibérie), Abies sibirica (sapin de Sibérie), et de Tilia sibirica L. (tilleul de Sibérie). Il existe des peuplements occasionnels de cèdres anciens et le seul peuplement indigène de trembles en Sibérie. Les pins sibériens individuels atteignent 800 ans. On trouve sur le sol forestier les plantes Asperula odorata, Asarum europaeum, Sanicula europaea et Brachypodium sylvaticum . Il y a des herbes hautes et un terrain de steppe de prairie à basse altitude et dans les clairières.
Les mammifères du parc comprennent le wapiti, le cerf élaphe, le chevreuil, la marmotte, le vison d'Amérique et le castor.